# Justizvollzugsanstalt Volkstedt
Die Justizvollzugsanstalt Volkstedt ist eine Justizvollzugsanstalt (JVA) in dem zur Lutherstadt Eisleben gehörenden Ortsteil Volkstedt in Sachsen-Anhalt.
Die JVA ist mit 263 Haftplätzen ausgestattet und dient dem Regelvollzug für erwachsene Männer, die eine Freiheitsstrafe von bis zu zwei Jahren verbüßen. Die Anlage wurde 1942 als Arbeitslager errichtet und 1944–1945 als Kriegsgefangenenlager genutzt. Nach dem Zweiten Weltkrieg diente die Anlage zunächst als Quarantänelager für Flüchtlinge und ab 1947 als Haftarbeitslager der Justiz. Im Jahr 1974 wurde die Einrichtung um ein Verwaltungsgebäude erweitert und diente fortan als Haftanstalt, teilweise auch als Untersuchungshaftanstalt. Im Jahr 2010 wurde die bis dahin eigenständige Justizvollzugsanstalt Naumburg in die JVA Volkstedt eingegliedert und als deren Zweigstelle geführt. Im Jahr 2012 wurde diese Zweigstelle geschlossen. Für Angelegenheiten der Strafvollstreckungsordnung, welche in der JVA Volkstedt inhaftierte Gefangene betreffen, ist die Strafvollstreckungskammer des Landgerichts Halle zuständig.